# Aerospiza
Aerospiza este un gen de păsări de pradă din familia Accipitridae, care se găsesc în Africa. Cele trei specii din acest gen au fost anterior plasate în genul Accipiter.

## Taxonomie
Genul Aerospiza a fost introdus în 1922 de către zoologul sud-african Austin Roberts⁠(d), specia tip fiind Falco tachio (șoimul african). Denumirea genului combină cuvintele din greaca veche αηρ (aēr), αερος (aeros) care înseamnă „aer” cu σπιζιας (spizias) care înseamnă „șoim”.
Speciile plasate acum în acest gen au fost atribuite anterior genului Accipiter. Studiile filogenetice moleculare au constatat că Accipiter era polifiletic⁠(d) și, în reorganizarea ulterioară pentru a crea genuri monofiletice⁠(d), 3 de specii care au fost anterior plasate în Accipiter au fost mutate în genul Aerospiza. 

### Specii
Genul conține 3 de specii:
- Aerospiza toussenelii
- Aerospiza tachiro
- Aerospiza castanilius